# Tours Duo
Các Tháp Duo là hai tòa nhà chọc trời đang được xây dựng, nằm ở quận 13 của Paris, bên rìa đường vành đai và Ivry-sur-Seine.
Dự án hỗn hợp có diện tích hơn 108.000 m2. Nó chủ yếu có các văn phòng, nơi đặt trụ sở chính của ngân hàng Natixis (Tập đoàn BPCE), nhưng cũng có khách sạn, nhà hàng, quán bar với sân hiên nhìn ra toàn cảnh Paris, khán phòng, cửa hàng và sân thượng xanh.
Khi hoàn thành, tháp Duo n ° 1, cao 180 m, sẽ là tòa nhà cao thứ ba ở thủ đô sau tháp Eiffel (324 m) và tháp Montparnasse (209 m), ngang bằng với tháp Tam giác trong tương lai. Tổng thể phải hoàn thiện “vành đai” được hình thành bởi một số tòa tháp, nhà cao tầng ở các cửa ngõ thủ đô.
Công việc bắt đầu vào cuối tháng 3 năm 2017, dự kiến bàn giao hai tòa tháp vào năm 2021.